# Paul Wachs
Pour les articles homonymes, voir Wachs.
Paul Wachs est un organiste, pianiste et compositeur français né à Paris le 19 septembre 1851 et mort à Saint-Mandé le 6 juillet 1915.

## Biographie
Étienne Victor Paul Wachs naît à Paris le 19 septembre 1851. Son père, Charles Frédéric Théodore Wachs (1824-1896), est un compositeur estimé et maître de chapelle à Saint-Merri.
Paul étudie l’orgue au Conservatoire de Paris avec François Benoist, puis, en 1871, avec son successeur César Franck ; il obtient son Premier Prix en 1872,. Parallèlement, il étudie la composition avec Victor Massé et le piano avec Antoine-François Marmontel.
En 1874, il devient organiste à l’église Saint-Merri, poste qu’il occupe jusqu’en 1896,.
Paul Wachs meurt à Saint-Mandé le 6 juillet 1915. Il repose au cimetière Sud de Saint-Mandé tandis que son père Frédéric Wachs est inhumé au cimetière de Bagneux (7e division).

## Œuvres
Comme compositeur, Paul Wachs est l'auteur d’œuvres pour orgue, de musique de chambre, et rencontre le succès avec ses pièces de salon pour piano. Sa musique est typique de l’ambiance insouciante de la « Belle Époque ».

### Traités
Publiés à Paris chez M. Egrot :
- Petit Traité pratique d’harmonie[6]
- Petit Traité pratique de contre-point et fugue[7]

et chez Énoch et Cie, Paris :
- Petit traité pratique du plain-chant

### Pour piano
De nombreuses pièces dites de salon, dont :
- Capricante (Marche de concert), Paris, Enoch Frères et Costallat, s.d. (v. 1885)
- Les Myrtes (Valse de salon), Paris, Alphonse Leduc, s.d. (v. 1889)
- Une noce au village (Pastorale), Paris, A. Durand, s.d. (v. 1889)
- Baliverne, Paris, Hamelle, s.d. (v. 1893)
- Madrileña (Fantasia espanhola), New York, Schirmer, 1898
- La Valse interrompue, Paris, Heugel & Cie., s.d. (v. 1900)
- Carillonnettes (Souvenir de Bruges), Paris, Durand, 1904
- Le Pas des Bouquetières (March of the Flower Girls), New York, Century Music Publishing Co., 1908

### Pour orgue
- Te Deum pour Grand Orgue, Paris, Hamelle, 1899
- Hosanna, New York, Schirmer, 1903
- Marche Triomphale en mi bémol majeur, Cincinnati, The John Church Company, 1916
- Deux Pièces pour orgue : Marche Nuptiale; Cantilène, Paris, Hamelle, 1917

## Partitions gratuites
- « Paul Wachs » (partitions libres de droits), sur l'IMSLP